# تیکلوپیدین
تیکلوپیدین (به انگلیسی: Ticlopidine)
رده درمانی: مهارکننده تجمع پلاکتی
اشکال دارویی: قرص

## موارد مصرف
تیکلوپیدین جهت کاهش خطر حمله ترومبوآمبولیک دربیمارانی که سابقه بروز ضایعه ترومبوتیک یا ریسک خطر بالای آن را دارند مصرف میشود، پیشگیری از سکته قلبی یا مغزی.

## مکانیسم اثر
تیکلوپیدین یک مهارکننده تجمع پلاکت میباشد. تیکلوپیدین با بلوک گیرنده های ADP در غشای پلاکت عمل میکند. این عمل مانع پیوند پلاکت‌ها به فیبرینوژن میشود.

## عوارض جانبی
احتمال بروز اسهال، بثورات جلدی، مشکلات ناشی از خونریزی (شامل درد یا تورم شدید شکم، درد پشت، خونریزی در چشم، ادرار، مدفوع تیره، کبودی پوست، کاهش هوشیاری، سرگیجه، سردرد، درد و تورم مفاصل، خونریزی از بینی)، خارش پوست، کاهش نوتروفیل های خون و پورپورا وجود دارد.